# Gopala-Tapani-Upanishad
Die Gopala-Tapani-Upanishad ist eine der späteren Upanishaden des Atharvaveda. Sie entstand frühestens ab dem 8. Jahrhundert vor Christus in Indien, wahrscheinlich jedoch wesentlich später.

## Etymologie

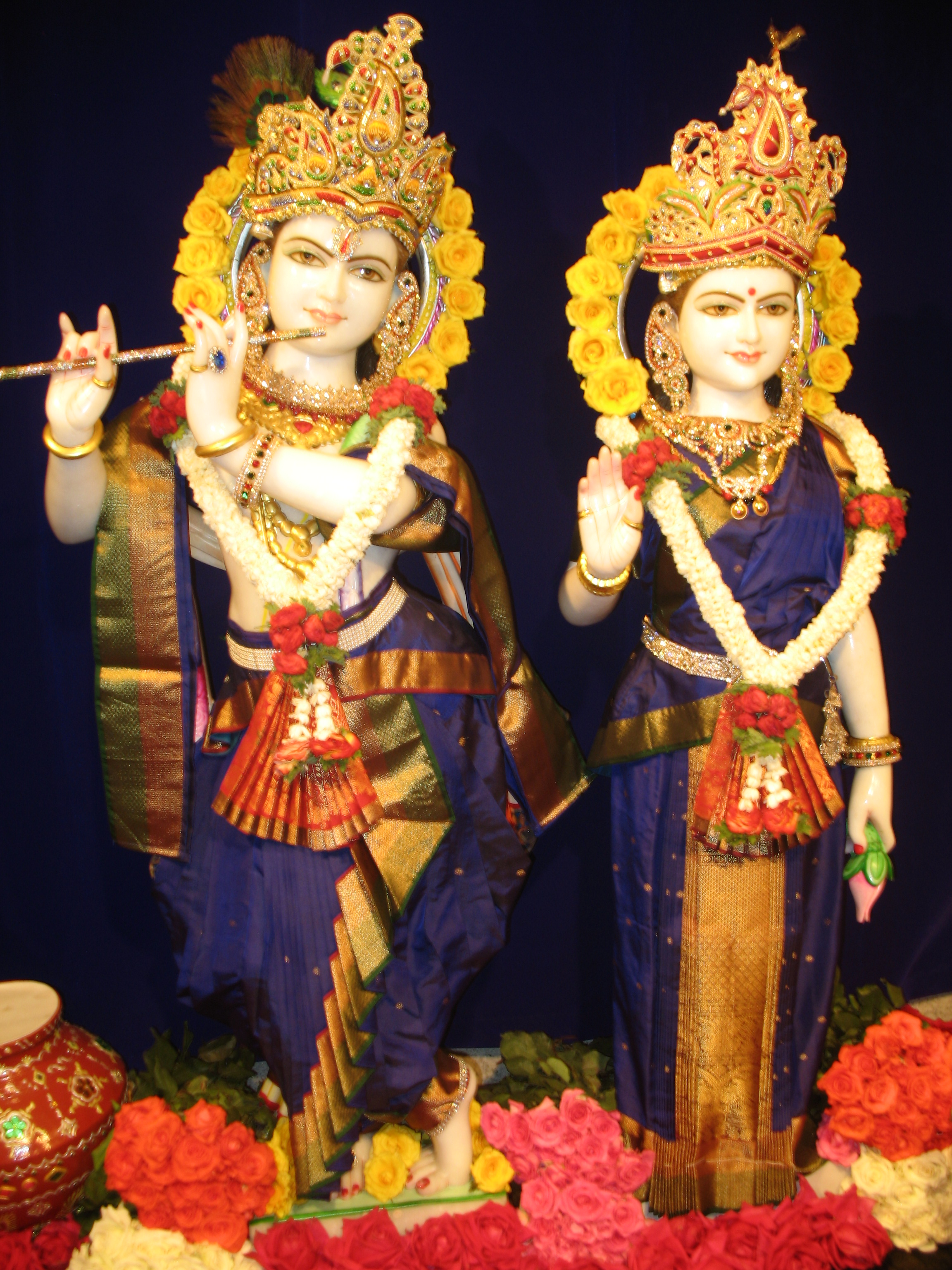
Bildgestalt des göttlichen Paares Radha-Krishna in Vrindavan

Die Gopala-Tapani-Upanishad, in Sanskrit गोपालतापिन्युपनिषत् - Gopāla-tāpanī Upaniṣad oder agglutiniert gopālatāpinyupaniṣat, ist nach dem göttlichen Schutzherrn Gopala (Sanskrit गोपाल – gopāla) benannt.
Gopāla – wörtlich der Beschützer der Kühe – ist niemand anders als Krishna (कृष्ण – Kṛṣṇa).
Tāpanī, auch in den Formen tapanīya, tāpanīya, tāpinī leitet sich letztlich ab von tapas तपस् mit der Bedeutung Hitze, von tap तप् heiß. Hitze erzeugt Licht – was hier gemeint ist.
Upanishad (उपनिषद् - upaniṣad) bedeutet wörtlich das Sich-in-der-Nähe-Niedersetzen – somit das Sich-Niederlassen in der Ausstrahlung Gopālas.

## Stellung
Im Muktika bildet die Gopāla-tāpanī die 95. unter den 108 Upanishaden. Sie ist ein Bestandteil des Atharvavedas und fungiert als Upanishade der Vaishnava, den Verehrern Vishnus. Sie wird insbesondere von den Gaudiya Vaishnavas geschätzt, den Anhängern von Chaitanya.
Die Gopāla-tāpanī-Upaniṣad ist eine der vier Tāpinī Upanishaden des Atharvaveda. Die anderen drei sind die Nrisimha-Tapani-Upanishad, die Rama-Tapani-Upanishad und die Tripuratapanopanishad.

## Bedeutung
Die Gopāla-tāpanī-Upaniṣad ist somit eine esoterische Doktrin, die Licht auf den Kuhhirten Krischna wirft. Sie lädt ein, sich im Licht Gottes niederzulassen. Wie anderweitig auch im Bhagavatapurana bestätigt wird, enthält der Kuhhirte Krishna eine unvorstellbare Shakti. Um ein Verständnis für ihn entwickeln zu können, müssen wir die Überzeugung gewinnen, dass unser tiefes inneres Wesen von dem, was sinnlich, mental oder verstandesmäßig erfahrbar ist, vollkommen verschieden ist.
Das Wort Upanishade impliziert ein Heranrücken, ein Näherkommen und aufmerksames Zuhören. Monier Williams definiert eine Upanishade als eine esoterische Abhandlung die Unwissenheit zur Ruhe setzt, indem sie Kenntnis von Gott offenbart. Unterhalb unseres gewöhnlichen Erlebens verbirgt sich ein Mysterium, das die Welt um uns, unser eigenes Selbst und letztlich auch das Überselbst mit Leben erfüllt.

## Aufbau
Die Gopāla-tāpanī Upaniṣad gliedert sich in zwei Abschnitte – in eine pūrva-tāpanī und eine uttara-tāpanī. Die pūrva-tāpanī kann in 5 Sektionen unterteilt werden und besteht insgesamt aus 48 Versen. Die uttara-tāpanī enthält insgesamt 99 Verse.

### Pūrva-tāpanī
Die erste Sektion des pūrva-tāpanī umfasst die Verse 1 bis 11.
Vers 1 bildet ein maṅgalācaraṇa, eine glückverheißende Einführung:

„सच्चिदानन्दरूपाय कृष्णायाक्लिष्टकारिणे
नमो वेदान्तवेद्याय गुरवे बुद्धिसाक्षिणे“

„sac-cid-ānanda-rūpāya kṛṣṇāyākliṣṭa-kāriṇe
namo vedānta-vedyāya gūrave buddhi-sākṣiṇe“

„Ich erweise meine Ehrerbietungen Krishna, der Höchsten Persönlichkeit Gottes, der die ewige, glückselige Form des Wisens ist und dessen Handlungen ungetrübt sind. Dem spirituellen Meister, der durch den Vedānta erfahrbar und der als Zeuge innerhalb der Intelligenz zugegen ist“

Im maṅgalācaraṇa (मङ्गलाचरण – wörtlich verheißungsvolle Praxis) erweist Śruti-devī, die Göttin der mündlich tradierten Veden (Shruti), Krishna ihre achtungsvollen Ehrerbietungen. Als Erstes preist sie ihn in seiner Gestalt als Sat-Chit-Ananda – als unendliches Sein, dessen Wesen Bewusstsein ist und dessen Wesen wiederum Glückseligkeit ist. Seine Handlungen sind makellos (frei von den fünf Kleśas – क्लेश). Sie erkennt Krischna als Guru – wie dies auch im Vedanta bestätigt wird –, der als Zeuge (sākṣin – साक्षिन्) innerhalb der intuitiven Intelligenz (Buddhi – बुद्धि) weilt.
Ab Vers 2 erscheinen die Vier Kumaras (kumāra – कुमार). Die Weisen stellen ihrem Vater Brahma (brahmā – ब्रह्मा) vier Fragen. Dieser erklärt im weiteren Verlauf das fünfteilige pañca-padī mantra. Ferner unterweist Brahma seine Söhne in den drei Tätigkeiten Meditation (dhyāna), im Rezitieren des Mantras (rasana) und in der hingebungsvollen Andacht (bhajana). Der erste Abschnitt endet in den Versen 8 bis 11 mit einer Meditation über die Gestalt Gopālas.

„ॐ मुनयो ह वै ब्राह्मणमूचुः कः परमो देवः कुतो मृत्युर् बिभेति
कस्य विज्ञानेनाखिलं विज्ञातं भवति केनेदं विश्वं संसारतीति“

„oṁ munayo ha vai brāhmaṇam ūcuḥ kaḥ paramo devaḥ kuto mṛtyur bibheti
kasya vijñānenākhilaṁ vijñātaṁ bhavati kenedaṁ viśvaṁ saṁsāratīti“

„Om̐. Die vier Weisen fragten also Brahma: Wer ist die Höchste Persönlichkeit Gottes? Wovor hat der Tod Angst? Durch welches Wissen kann das Grenzenlose erkannt werden? Durch wen wird das Universum in Drehung versetzt?“

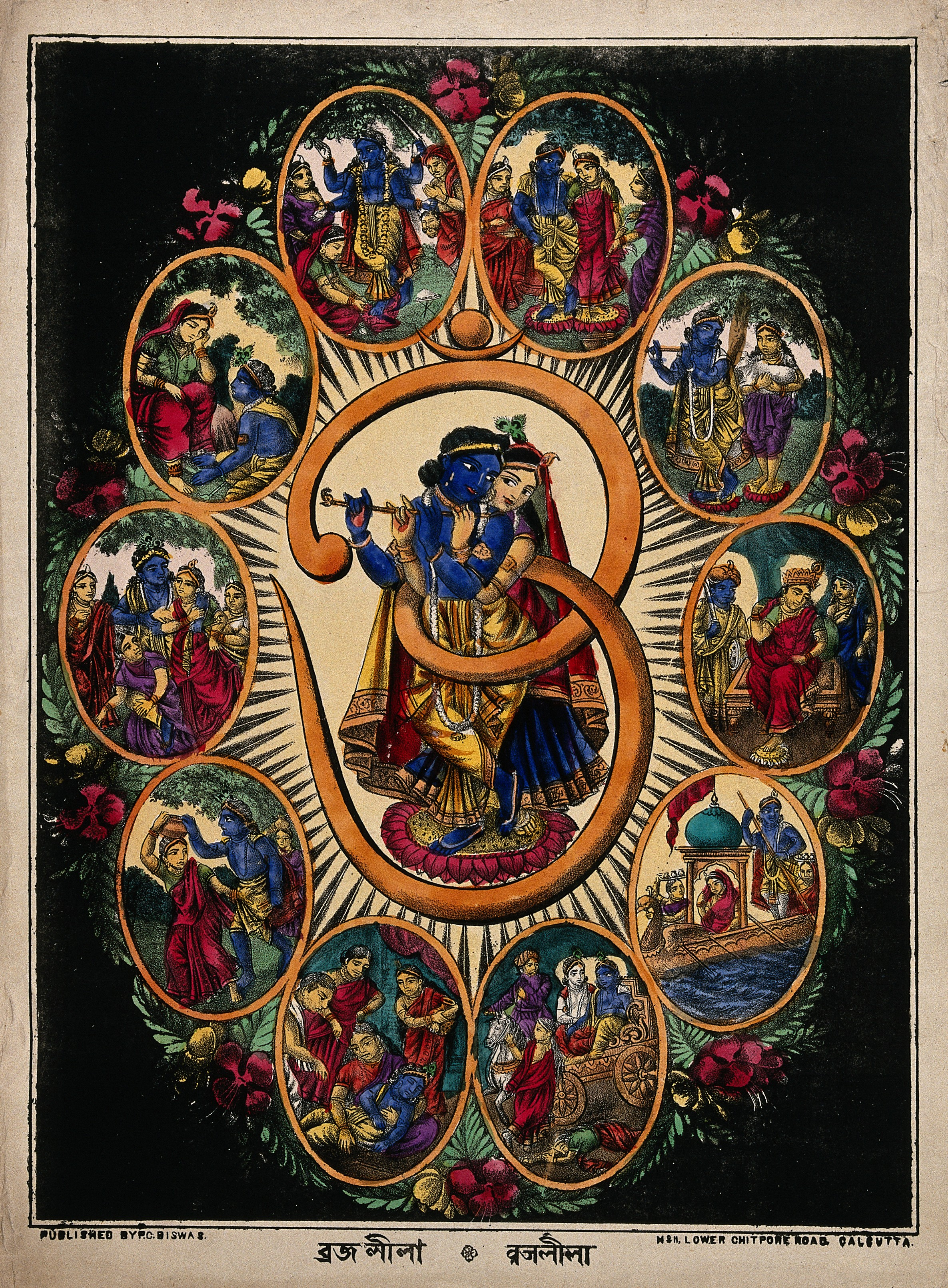
Radha-Krishna mit Om̐

Dem Vers 2 stellt Śruti-devī als Beginn ihrer Erzählung zur weiteren Glücksverheißung die heilige Silbe Om voraus – der Urquelle jeden Klangs. In der Bhagavad Gita (Vers 7.8) identifiziert sich Krischna mit dem Praṇava Oṁkāra (प्रणव ओंकार). Zu Beginn der Schöpfung war es das erste Wort, das dem Mund Brahmas entfuhr. Die folgenden Fragen der Weisen dienen dazu, Krischna als allein Anbetungswürdigen hervorzuheben und sind so gestellt, dass sie Brahma veranlassen, implizit mit dem achtzehnsilbigen Gopāla-Mantra zu antworten.
In Vers 3 beantwortet Brahma die Fragen seiner vier Söhne:

„तदु होवाच ब्राह्मणः कृष्णो वै परमं दैवतं
गोविन्दान् मृत्युर् बिभेति गोपीजनवल्लभज्ञानेन तज् ज्ञानं भवति
 स्वाहयेदं संसारतीति“

„Tad u hovāca brāhmaṇaḥ kṛṣṇo vai paramaṁ daivataṁ
govindān mṛtyur bibheti gopījanavallabha-jñānena taj jñānaṁ bhavati
svāhayedaṁ saṁsaratīti“

„Sicher antwortete Brahma hierauf: Ganz bestimmt ist Krishna die Höchste Persönlichkeit Gottes.
Der Tod fürchtet sich vor Govinda und wer Gopī-jana-vallabha kennt ist sich sämtlicher Dinge bewußt.
Diese Welt bewegt sich durch svāhā.“

Brahma stellt hierbei das Gopāla-Mantra den Kumaras vor – jedoch noch ohne dessen erste Silbe, dem kāma-bīja (कामबीज) klīṁ (क्लीं). Dieses Mantra, in dem Brahma die Kumaras indirekt initiiert, hebt den Allmächtigen hervor, beendet den Tod und offenbart sämtliches, in höchster Liebe endendes Wissen. Die Namen Krishna, Govinda und Gopī-jana-vallabha zeigen eine aufsteigende Progression von dem allanziehenden Krishna zum Kuhhirten Govinda (गोविन्द) in Vrindavan (वृन्दावन) hin zum Gopī-jana-vallabha – demselben Kuhhirten, der aber durch die Liebesbande der Gopīs festgezurrt wurde. Das am Ende des Mantras stehende und dessen Auflösung bedeutende Wort Svaha (Svāhā) begleitet Gaben an das Opferfeuer. Opfern ist ein Vorgang, der uns zufrieden in dieser Welt leben lässt und sie gleichzeitig transzendiert. Wir wachsen nur, wenn wir geben. Geben wir von unseren Besitztümern, so wachsen wir im Materiellen. Geben wir aber von unserer Essenz, so erlangen wir gleichzeitig ein Verständnis unseres Selbsts.
In Vers 4 fragen die Vier Kumaras genauer nach:

„तदु होचुः कः कृष्णः गोविन्दश्च कोंऽसाविति
 गोपीजनवल्लभः कः का स्वाहेति“

„tad u hocuḥ kaḥ kṛṣṇaḥ govindaś ca ko ’sāv iti
gopī-jana-vallabhaḥ kaḥ kā svāheti“

„Sie fragten sodann: Wer ist Krishna? Und wer ist eigentlich Govinda?
Wer ist Gopī-jana-vallabha? Und wer schließlich ist Svāhā?“

Brahma antwortet sodann in Vers 5:

„तान् उवाच ब्राह्मणः पाप कर्षणो गोभूमिवेदविदितो विदिता
गोपीजनविद्याकलाप्रेरकस्तन्माया चेति सकलं परं ब्रह्मैव तत्“

„tān uvāca brāhmaṇaḥ pāpa-karṣaṇo go-bhūmi-veda-vidito viditā
gopī-jana-vidyā-kalā-prerakas tan-māyā ceti sa-kalaṁ paraṁ brahmaiva tat“

„Hierauf antwortete ihnen Brahma: Krishna zerstört unsere Sünden. Govinda kennt sowohl die Kühe, die Erde und die Veden – wie auch diese ihn erkennen. Gopī-jana-vallabha ist derjenige, der den Gopīs Weisheit und Kunstverständnis eingibt. Svāhā ist seine Maya. Alles zusammen genommen ergibt den glorreichen Parabrahman.“

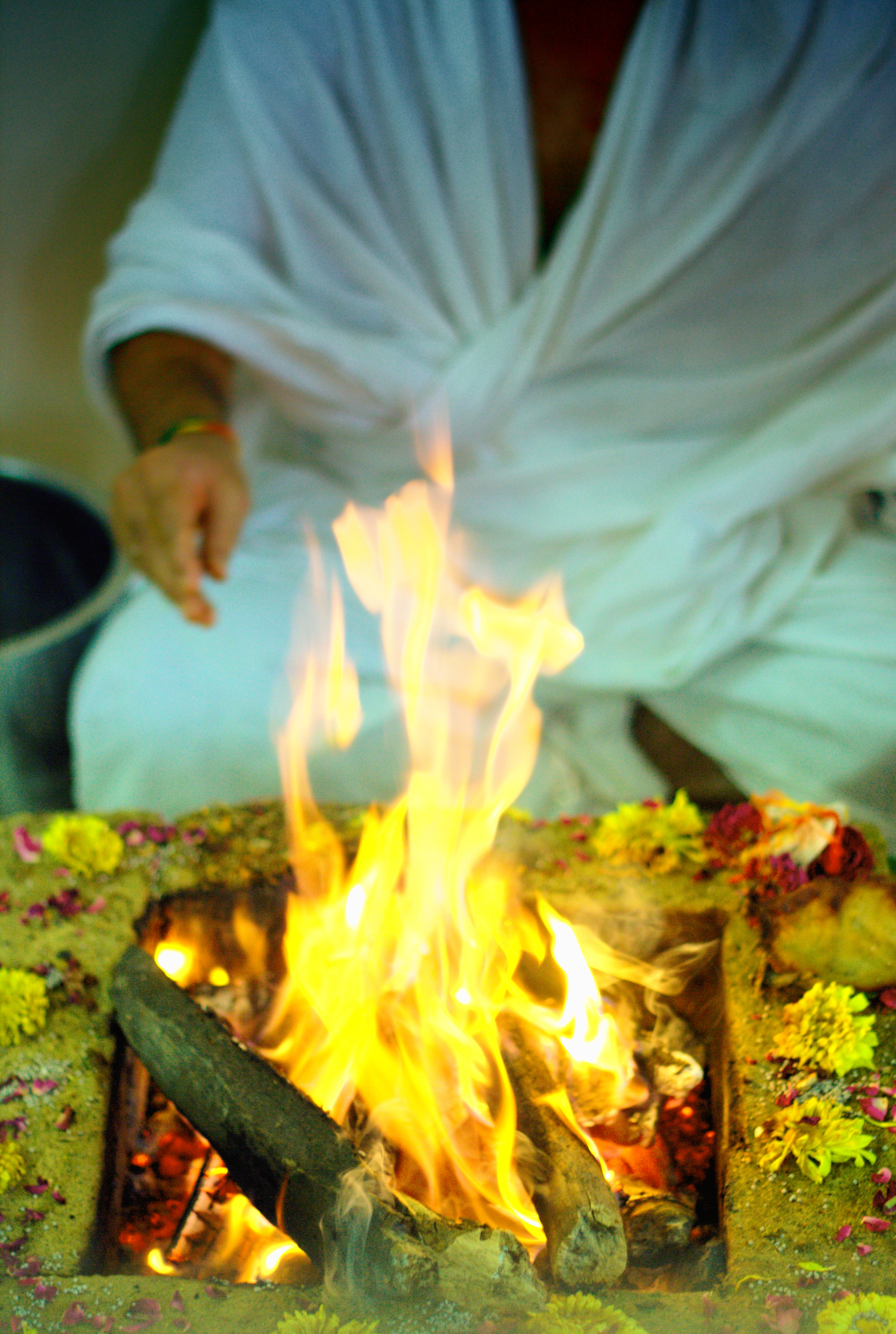
Opfer (Yajnas) werden von Svāhā begleitet bzw. beendet

Brahma beschreibt hier Krishna als Zerstörer sämtlicher Sünden (pāpa – पाप), die im Wesentlichen auf Unwahrheiten, Gewissenlosigkeiten und Miseren fußen und folglich durch den Sat-Chit-Ananda-Aspekt Gottes ihre Daseinsberechtigung verlieren. Govinda (wörtlich Kuhhalter) ist derjenige, der durch das Wesen der Kühe (Friedfertigkeit), der Erde (Ruhe) und der Veden (Wissen) verstanden werden kann. Ferner definiert er Gopī-jana-vallabha als gopī-jana-vidyā-kalā-prerakas. Alle Gopīs sind Teil (kalā – कला) des perfekten Wissens (vidyā – विद्या), das sich in ihrer liebenden Hingabe mit einer ureigenen Stimmungslage manifestiert. Krishna ist ihr Liebling (vallabha – वल्लभ), der sie in ihrem Zeitvertreib inspiriert (prerakaḥ – प्रेरकः). Mit den Worten tan-māyā erklärt Brahma, dass Svāhā zur Maya des Gopī-jana-vallabha gehört. Unter ihrem Einfluss führt er seine Spiele aus. Diese Yogamāyā ist seine transzendentale Energie und gleichzeitig Ausdruck seiner Barmherzigkeit. Svāhā (Opfer) ist sodann das Herzstück des Lebens, das die Illusion gewöhnlichen Lebens auflöst.
In Vers 6 verweist Brahma auf das Erlangen von Unsterblichkeit:

„यो  ध्यायति  रसति भजति सोऽमृतो भवति सोऽमृतो भवतीति“

„yo dhyāyati rasati bhajati so ’mṛto bhavati so ’mṛto bhavatīti“

„Wer über ihn meditiert, sein Mantra rezitiert und ihn verehrt, der wird unsterblich. Wahrlich, er wird unsterblich.“

In Vers 7 fragen die Kumaras erneut nach:

„ते होचुः किं तद् रूपम् किं रसनम् कथं वाहो तद्भजनम्
तत्सर्वं विविदिषतामाख्याहिति“

„te hocuḥ kiṁ tad-rūpam kiṁ rasanam kathaṁ vāho tad-bhajanam
tat sarvaṁ vividiṣatām ākhyāhiti“

„Die vier Weisen fragten: Wie sieht denn seine Gestalt aus? Wie kann man sie wertschätzen? Und wie sieht seine Verehrung aus?
 Bitte erkläre uns all dies, denn wir sind sehr lernbegierig.“

In Vers 8 führt der Goldene (Brahma) weiter aus:

„तदु होवाच हैरण्यः गोपवेशमभ्राभं तरुणं कल्पद्रुमाश्रितम्“

„Tad u hovaca hairaṇyaḥ gopa-veśam abhrābhaṁ taruṇaṁ kalpa-drumāśritam“

„Der Goldene antwortete ihnen: Er erscheint gekleidet als Kuhhirte, besitzt die Farbe einer Wolke, ist jugendlich und hat sich unter einem Wunschbaum niedergelassen.“

Krishna's Hauttönung ist so dunkel (श्याम - śyāma) wie eine Regenwolke. Seine Jugendhaftigkeit manifestiert sich als ewiger Jüngling in Vrindavan, wo er in den typischen Gewändern eines Kuhhirten (गोपवे॒श - gopa-veśa) erscheint. Mit कल्पद्रुमाश्रितम् − kalpa-drumāśritam ist der legendäre Wunschbaum in Vrindavan gemeint, unter dem sich Krishna oft aufhält. Dieser Baum (द्रुम – druma) steht stellvertretend für die Veden und ihre Allwissenheit.

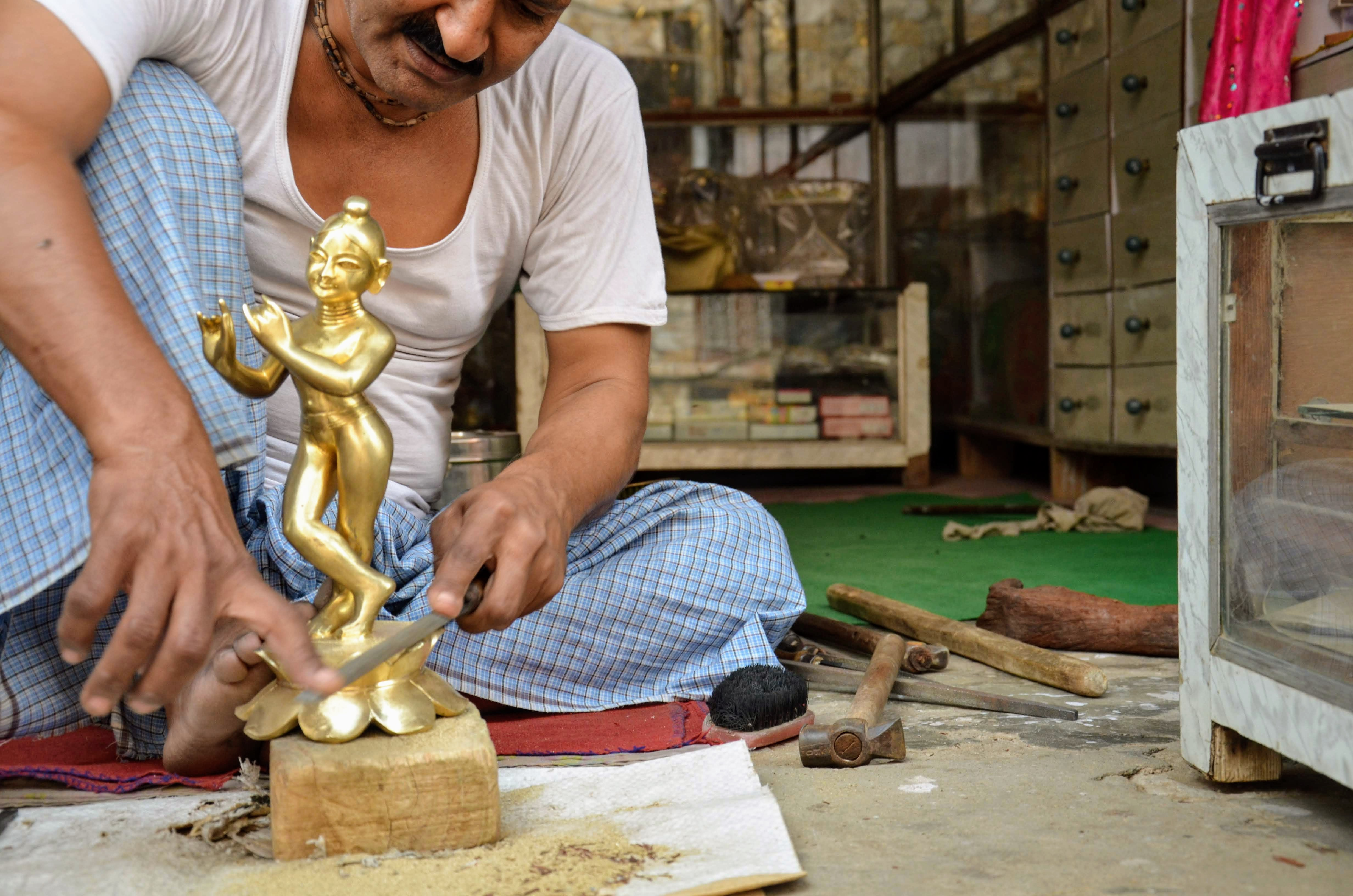
Krishna in the making

Mit den Versen 9 bis 11 endet die erste Sektion des pūrva-tāpanī. Sie sind als Begleitung des achtzehnsilbigen Mantras gedacht.

„तदिह श्लोक भवन्ति
सत्पुण्डरीक नयनं मेघाभं वैद्युताम्बरम्
द्विभुजं ज्ञानमुद्राढ्यं वनमालिनमीश्वरम्
गोपगोपीगवावीतं सुरद्रुमतलाश्रयम्
दिव्यालङ्करणोपेतं रत्नपङ्कजमध्यगम्
कालिन्दीजलकल्लोलसङ्गिमारुतसेवितम्
चिन्तयन् चेतसा कृष्णं मुक्तो भवति संसृतेः
इति“

„Tad iha ślokā bhavanti
sat-puṇḍárīka-nayanaṁ meghābhaṁ vaidyutāmbaram
dvi-bhujaṁ jñāna-mudrāḍhyaṁ vana-mālinam īśvaram
gopa-gopī-gavāvītaṁ sura-druma talāśrayam
divyālaṅkaraṇopetaṁ ratna-paṅkaja-madhya-gam
kālindī-jala-kallola-saṅgi-māruta-sevitam
cintayan cetasā kṛṣṇaṁ mukto bhavati saṁsṛteḥ
iti“

„Die folgenden Verse sind eine Meditation über Krishnas Gestalt:
Die Augen Krishnas sind wie perfekte Lotosblätter, seine Körpertönung hat die Farbe einer Monsunwolke, seine Gewänder sind gleißend wie der Blitz. Er besitzt zwei Arme und seine Handhaltung ist die des jñāna-mudrā. Er trägt eine Girlande von Waldblumen.
Er ist umringt von Kuhhirten, Kuhhirtinnen und Kühen und sitzt bedeckt von göttlichem Schmuck an einem von Juwelen überzogenen Lotos zu Füßen des himmlischen Wunschbaums.
Angenehme Luftzüge umgarnen ihn, welche von der Gischt der Kālindi angefeuchtet werden. Jeder, der über Krishna derart meditiert, wird von wiederholten Geburten und Toden befreit werden.
 Verse 9 bis 11“

„क्लीं कृष्णाय गोविन्दाय गोपीजन वल्लभाय स्वाहा“

„klīṁ kṛṣṇāya govindāya gopī-jana vallabhāya svāhā“

## Entstehungsdatum
Das Entstehungsdatum der Gopāla-tāpanī Upaniṣad liegt vollkommen im Dunkeln. Vermutungen belaufen sich auf das 8. Jahrhundert v. Chr. bis 7. Jahrhundert n. Chr. Sicher ist, dass die Upanishade noch vor dem 16. Jahrhundert entstand – dem Jahrhundert, in dem die ersten Kommentare erscheinen. Unter Gelehrten scheint sich mittlerweile das 13. bis 14. Jahrhundert als Entstehungsdatum herauszukristallisieren.

## Kommentatoren
Die Gopāla-tāpanī Upaniṣad ist vielfach kommentiert worden. Zu den Kommentatoren gehören vor allem Jiva Goswami (1513 bis 1598) mit dem Gopāla-tāpanī-ṭīkā und dem Kṛṣṇa-sandarbha. Weitere Kommentatoren sind Gopala Bhatta Goswami (1503 bis 1578) mit Hari Bhakti Vilasa und Visvanatha Chakravarti (1626 bis 1708). Unter den modernen Kommentatoren ist vor allem B. V. Tripurari (2004) zu erwähnen.